# Ermita de la Magdalena (Monsacro)
La ermita o capilla de la Magdalena o de abajo es un templo religioso bajo la advocación de Santa María Magdalena en el concejo de Morcín, comunidad autónoma de Asturias, en España, cerca del pico Monsacro.
Declarada Monumento Histórico Artístico en 1992.

## Descripción
La capilla presenta una nave rectangular con cubierta de bóveda algo apuntada y ábside semicircular prolongado. Se accede a su interior por una puerta de arco de medio punto situada en la cara sur de la capilla. La capilla es de piedra y en su interior se cree que estaba pintada, ya que aún quedan restos en su interior.